# 王吸蜜鳥
王吸蜜鳥，又名攝政食蜜鳥、攝政垂蜜鳥，是雀形目吸蜜鳥科垂蜜鳥屬下的一種鳥類。這個物種分佈於澳洲東南部，是一種主要棲息於桉樹樹林中，以花蜜為主食的鳥類。目前因其棲息地正逐漸喪失而受到影響，王吸蜜鳥的野生族群數量估計僅餘下約250—300隻個體，在《國際自然保護聯盟瀕危物種紅色名錄》中被列為極危物種。
這個物種主要以其黑黃羽色及其臉部的疣狀皮膚為其特徵，其頭部黑色，大部分的飛羽及尾羽邊緣為黃色。雌雄在色彩上相似，但雌鳥比雄鳥的體型小得多；而幼鳥顏色則較為黯淡。這個物種會追逐著其最愛的桉樹及槲寄生開花時期而進行相當不具規則性的移動，在不同年份之間甚至可移動超過數百公里，被形容其族群移動方式十分複雜。其繁殖季也多受開花季影響，但大多聚集在九月至十一月之間，雌鳥每次產2—3枚卵，12—15天後孵化，幼鳥在13—21天可離巢，完全獨立則需要約再2—3週的時間。
王吸蜜鳥在過去曾是相當常見的鳥類，但在1940年代之後，受到桉樹林遭大量開發為農地、其他大型吸蜜鳥的競爭加劇等影響。其族群數量連年下降而面臨了野生族群絕滅的危機，且使得雄鳥開始模仿更多其他物種的聲音，逐漸失去了其原有歌聲，導致求偶時的難度可能進一步提升。1985年起已開始進行人工繁殖及釋放的嘗試，截至2024年3月已放歸逾400隻王吸蜜鳥回歸環境。

## 命名與分類
王吸蜜鳥是於1794年時由英國動物學家乔治·肖描述，被賦予其一名的鳥類。其種小名指的是小亞細亞的一個地名弗里吉亚，當時居於該地的弗里吉亚人相當善於使用黃金刺繡的技術，用以形容這個物種的背部、翅膀和尾巴帶著金邊的羽毛。:305其模式產地位於澳洲新南威爾士州悉尼。:622
|  | 灰颊垂蜜鸟 |
|  |            |
|  | 西方垂蜜鳥 |
|  |            |

|  | 王吸蜜鳥                                              |
|  |                                                       |
|  | \| \| 黃垂蜜鳥 \| \| \| \| \| \| 红垂蜜鸟 \| \| \| \| |
|  |                                                       |
|  | 黃垂蜜鳥                                              |
|  |                                                       |
|  | 红垂蜜鸟                                              |
|  |                                                       |

|  | 黃垂蜜鳥 |
|  |          |
|  | 红垂蜜鸟 |
|  |          |

|  | 灰颊垂蜜鸟 |
|  |            |
|  | 西方垂蜜鳥 |
|  |            |

|  | 王吸蜜鳥                                              |
|  |                                                       |
|  | \| \| 黃垂蜜鳥 \| \| \| \| \| \| 红垂蜜鸟 \| \| \| \| |
|  |                                                       |
|  | 黃垂蜜鳥                                              |
|  |                                                       |
|  | 红垂蜜鸟                                              |
|  |                                                       |

|  | 黃垂蜜鳥 |
|  |          |
|  | 红垂蜜鸟 |
|  |          |

|  | 灰颊垂蜜鸟 |
|  |            |
|  | 西方垂蜜鳥 |
|  |            |

|  | 王吸蜜鳥                                              |
|  |                                                       |
|  | \| \| 黃垂蜜鳥 \| \| \| \| \| \| 红垂蜜鸟 \| \| \| \| |
|  |                                                       |
|  | 黃垂蜜鳥                                              |
|  |                                                       |
|  | 红垂蜜鸟                                              |
|  |                                                       |

|  | 黃垂蜜鳥 |
|  |          |
|  | 红垂蜜鸟 |
|  |          |

|  | 灰颊垂蜜鸟 |
|  |            |
|  | 西方垂蜜鳥 |
|  |            |

|  | 王吸蜜鳥                                              |
|  |                                                       |
|  | \| \| 黃垂蜜鳥 \| \| \| \| \| \| 红垂蜜鸟 \| \| \| \| |
|  |                                                       |
|  | 黃垂蜜鳥                                              |
|  |                                                       |
|  | 红垂蜜鸟                                              |
|  |                                                       |

|  | 黃垂蜜鳥 |
|  |          |
|  | 红垂蜜鸟 |
|  |          |

|  | 灰颊垂蜜鸟 |
|  |            |
|  | 西方垂蜜鳥 |
|  |            |

|  | 王吸蜜鳥                                              |
|  |                                                       |
|  | \| \| 黃垂蜜鳥 \| \| \| \| \| \| 红垂蜜鸟 \| \| \| \| |
|  |                                                       |
|  | 黃垂蜜鳥                                              |
|  |                                                       |
|  | 红垂蜜鸟                                              |
|  |                                                       |

|  | 黃垂蜜鳥 |
|  |          |
|  | 红垂蜜鸟 |
|  |          |

|  | 灰颊垂蜜鸟 |
|  |            |
|  | 西方垂蜜鳥 |
|  |            |

|  | 王吸蜜鳥                                              |
|  |                                                       |
|  | \| \| 黃垂蜜鳥 \| \| \| \| \| \| 红垂蜜鸟 \| \| \| \| |
|  |                                                       |
|  | 黃垂蜜鳥                                              |
|  |                                                       |
|  | 红垂蜜鸟                                              |
|  |                                                       |

|  | 黃垂蜜鳥 |
|  |          |
|  | 红垂蜜鸟 |
|  |          |

|  | 灰颊垂蜜鸟 |
|  |            |
|  | 西方垂蜜鳥 |
|  |            |

|  | 王吸蜜鳥                                              |
|  |                                                       |
|  | \| \| 黃垂蜜鳥 \| \| \| \| \| \| 红垂蜜鸟 \| \| \| \| |
|  |                                                       |
|  | 黃垂蜜鳥                                              |
|  |                                                       |
|  | 红垂蜜鸟                                              |
|  |                                                       |

|  | 黃垂蜜鳥 |
|  |          |
|  | 红垂蜜鸟 |
|  |          |

|  | 灰颊垂蜜鸟 |
|  |            |
|  | 西方垂蜜鳥 |
|  |            |

|  | 王吸蜜鳥                                              |
|  |                                                       |
|  | \| \| 黃垂蜜鳥 \| \| \| \| \| \| 红垂蜜鸟 \| \| \| \| |
|  |                                                       |
|  | 黃垂蜜鳥                                              |
|  |                                                       |
|  | 红垂蜜鸟                                              |
|  |                                                       |

|  | 黃垂蜜鳥 |
|  |          |
|  | 红垂蜜鸟 |
|  |          |

王吸蜜鳥經描述之後，於1808年起被分入吸蜜鳥屬下，並在1837年時由英國鳥類學家威廉·斯溫森歸入一個獨立的屬——。2004年起，有研究發現實際上這個物種與垂蜜鳥屬中體型較大的黃垂蜜鳥及红垂蜜鸟關係更為接近，並提出了先前研究中指出其卵上花紋相似、部分叫聲也較為相似等證據。因此現在被歸入垂蜜鳥屬下。2004年時，被提議作為一個亞屬劃入垂蜜鳥屬內並被接受，因此王吸蜜鳥的完整學名為。
其現在的屬名則由古希臘語的（指「花朵、花叢」）及（指「享受」）組成，意為「花朵愛好者」。:49而英文俗名則來自於羽色同樣為黑黃雙色的黄头辉亭鸟（Regent Bowerbird），出自當時身為攝政王的喬治四世。
澳洲鳥類學家格雷戈里·馬修斯曾於1912年時描述一個亞種（當時王吸蜜鳥被歸於吸蜜鳥屬下），但現被認為與指名亞種相同。故現在為單型種，沒有其他亞種。

## 形態描述
王吸蜜鳥的體長20.4—24公分，體重約33—45.5公克之間，是一種中型吸蜜鳥。:622其鳥喙寬平均約3.3公釐、深平均約4.4公釐、嘴峰長平均約21.6公釐，翼展30公分、翼長平均約11.0公分；跗蹠平均長約22.2公釐，尾長平均約9.7公分。其壽命約有10年，一代時間約5.8年，圈養的個體最老紀錄為17年。
王吸蜜鳥的眼睛虹膜為紅褐色，鳥喙黑色，腳黑褐色，羽毛是以黑黃雙色為主體的鳥類。成鳥臉部光禿，並有鮭魚粉色的疣狀突起。頭頸及喉、上胸處黑色；而腹、背皆有以黑色邊緣、黃色中心構成的菱形花紋羽毛。大部分的飛羽和尾巴邊緣及末端有較大片的黃色；其中翅膀鑲有白色扇形圖案；尾下覆羽為白色。雌雄在色彩上相似，但雌鳥比雄鳥的體型小得多；幼鳥則缺少臉上的疣狀突起，並被羽毛取代（或是一片呈藍灰色的光滑皮膚），同時鳥喙的顏色也較成鳥來得淡，背部偏棕。該疣狀突起約在達9月齡時長出。英國鳥類學家約翰·古爾德曾形容這種鳥類是「澳洲最美麗的鳥類之一，也是最英俊的吸蜜鳥之一」。
在一般情況下，王吸蜜鳥基本上並不難與其他鳥類相混，雖然彩色嗜蚊蜜鳥與黃翅澳吸蜜鳥也同樣有黑色頭部和黃色翅膀，但這兩種鳥類體型明顯較王吸蜜鳥來得小，且兩者也都沒有王吸蜜鳥特有的疣狀臉部，另外彩色嗜蚊蜜鳥的鳥喙是粉紅色而非黑色。

## 分佈與遷徙
王吸蜜鳥在過去自昆士蘭州至南澳大利亚州的阿德莱德皆有分布，但在1980年代時已自南澳大利亚州消失。其族群分散在從自維多利亞州北部到昆士蘭州南部的60萬平方公里的開闊林地內，並特別偏好於一片名為盒桉-鐵桉森林的環境中。但這個物種也可接受於大葉桉、黃橡膠樹或细枝木麻黄形成的樹林中生活。繁殖地區則侷限在大蓝山区和北部高地周遭。河岸的植被中、低地沿海森林、路邊、護堤的森林或街道、花園的樹木中也可能出現其蹤跡。
這個物種具有能力移動非常長的距離，有著高度的遷徙性，牠們能在繁殖期間移動50公里以上，而年間則可移動多達數百公里，曾觀察到一隻被標記的個體花了3個月飛行了350公里之遠。王吸蜜鳥的移動習性相當錯綜複雜，牠們會隨著有開花的樹林移動，在遷徙的時間、模式、年份之間存在很高的變異性。有一些個體會定期拜訪原地點，但也有一些個體每年都在不同地點移動。但大致上，在南半球的秋季至初冬時，其群體會在維多利亞東北部、新南威爾斯州北部和昆士蘭州東南部；晚秋到初春之間會從維多利亞州南部和東南部高原離開；在冬末（七月份時）時則進一步移動到大分水嶺的內陸坡地上、獵人谷、卡佩特雷峽谷等數個核心繁殖地區。繁殖期結束後的1—4月之間，這個物種則行蹤成謎。

## 習性
王吸蜜鳥是較為社交化的鳥類，在遷徙過程或繁殖地中以成對的方式出現。牠們是相當好動的鳥類，常常在槲寄生之間來回飛躍，或做出展示性飛行。這個物種也有被記錄過會撿拾虹琉璃蟻行蟻浴的行為，並在之後將蟻吃下。

### 食性

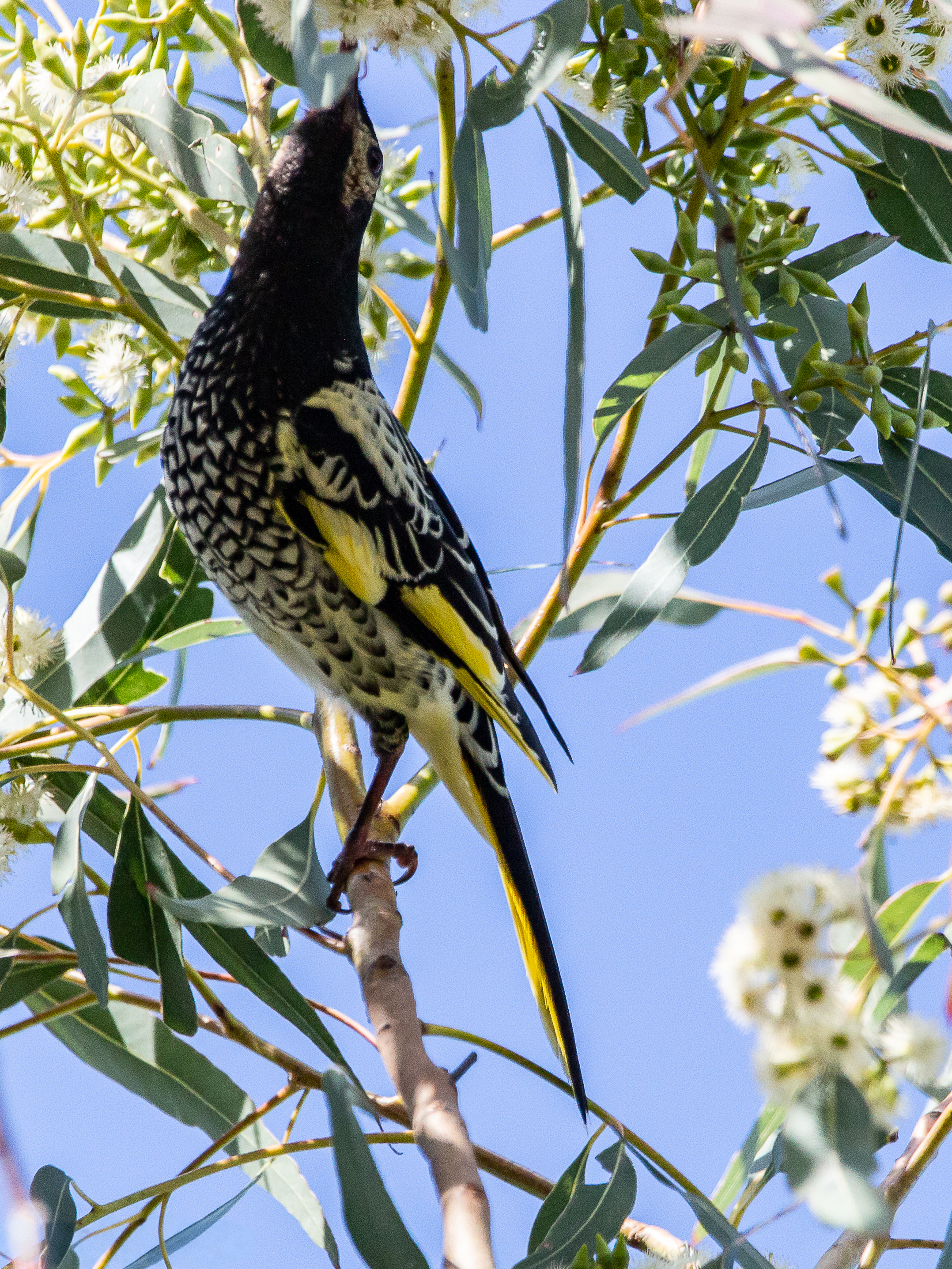
食用花蜜的王吸蜜鳥

王吸蜜鳥主要仰賴桉樹及槲寄生的花蜜為食物，也會吸食其樹液及蜜露等其他植物分泌物。:622除了這兩種樹，银桦、荣桦、红千层等原生物種；或甚至是作為引入種的火炬花都曾被其取用過花蜜。除了花蜜，有時候牠們也會在空中捕捉昆蟲等節肢動物作為食物。
王吸蜜鳥覓食時會形成以單獨到50隻之間的群體覓食，並會在該處建立一塊臨時性的領地，驅逐其他來訪的同類或其他鳥類。:622這個物種取食時，常偏好在最大的樹之頂端處覓食，因為這種樹一般會產出最多的花蜜。

### 繁殖
王吸蜜鳥在繁殖季間採一夫一妻制繁殖，時間則與當地桉樹的開花期高度相關，通常集中在九月至十一月之間，但幾乎全年皆有繁殖紀錄，在下一次繁殖季時伴侶常變更。:622牠們是相當好鬥的鳥類，凡在接近其巢穴的其他吸蜜鳥或同類都有可能會被其驅逐。但偶爾會形成較為松散的群體一起繁殖。
王吸蜜鳥通常於大樹上約2—10公尺高的外側樹枝上建造開放式的杯形巢，與少數配對鬆散地聚集在一起築巢。巢材主要以草和樹皮，內襯毛髮或絨毛等柔軟材質，主要由雌鳥花費6—10天的時間建築巢穴；而雄鳥負責守衛。:622雌鳥每次產下約2—3枚橢圓形卵，卵底色為粉色或淡紅褐色，在接近鈍端處顏色會加深，並有更為密集的深紅褐色和紫紅色斑點；平均長為24.4公釐、寬18.0公釐，重3.9公克。經雌鳥孵卵約12—15天（平均14天）後孵化，雛鳥期約13—21天（平均約16天），幼鳥在離巢後2—3周後能完全獨立。:622在繁殖季後，成鳥會與幼鳥組成群體一同生活。
1990年代的統計顯示其繁殖成功率約有38—47%之間，而2011年的統計則約有31.7%。

### 叫聲
其叫聲類似於其他垂蜜鳥及吮蜜鳥，是輕柔、悅耳的像長笛般的鈴聲。例如「chink-chink-chink」、「cloop-cloop-cloop」、「quippa-plonk-quip」，這些聲音往往會伴隨著點頭般的動作，或在飛行時出現。在感到威脅時會有深沉咆哮聲或刺耳的「chak」。:622王吸蜜鳥通常在繁殖季節開始時最為吵雜，隨著繁殖時間的延伸後逐漸變得安靜，繁殖季後非常安靜。
這個物種有能力模仿其他鳥類的鳴叫聲，包含黃垂蜜鳥及红垂蜜鸟的所有歌聲，噪吮蜜鳥、小吮蜜鸟、绿背黄鹂、灰鵙鹟、白眉弯嘴鹛的單種叫聲在內。:622

## 威脅與天敵
王吸蜜鳥最主要威脅來自於其棲息地的清除、碎片化和退化。一份2000年時的報告指出，土地開墾使王吸蜜鳥失去了逾85%的原有棲息地，特別是農業破壞了王吸蜜鳥四分之三的桉樹林棲息地。:581乾旱、火災及過度將桉樹等樹木作為柴火使用等因素也是造成棲地減少的原因之一。其原先的低海拔棲地大多遭清除或大幅改造而碎片化，使得大型樹木減少，進而導致蜜源變得品質低下及不可靠。
與其他體型更大、更具攻擊性、也同樣吸食花蜜的本地物種（如黑额矿吸蜜鸟、红垂蜜鸟及噪吮蜜鳥）的競爭加劇也是其數量下降的因素之一。而巢穴掠食者如澳洲钟鹊、家麻雀、蜜袋鼯及鼠袋鼯的掠食也是其常見的繁殖失敗原因。

## 族群數量

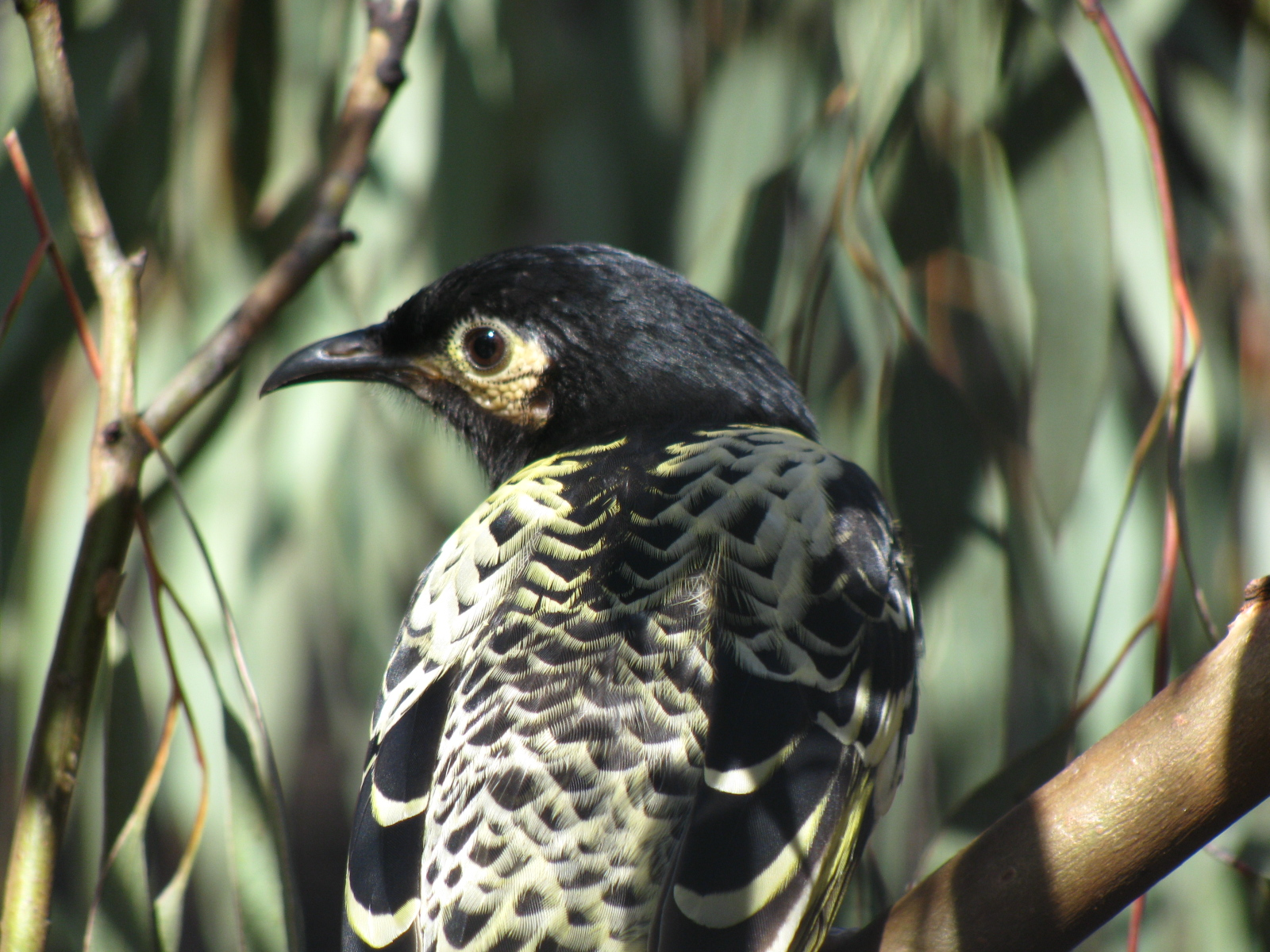
背側特寫

王吸蜜鳥曾經一度是在澳洲相當常見的鳥類，十九世紀時被描述為成千上萬隻。:581但自1940—1960年代以來，其數量便開始大幅減少，2008年時估計僅剩下500—1500隻個體。:581而2011年的估計則認為其野外族群的數量僅於餘下約300—400隻；2023年時更是認為可能僅剩250—300隻左右。這主要來自乾旱引起的食物來源減少。
其族群的急遽減少，除了使王吸蜜鳥在繁殖時難以聚集足夠多的群體共同防禦同一地區，使得繁殖成功率降低。也導致了其原有的鳴唱文化開始消失，歌聲複雜度下降，其雄鳥因無法向同伴學習到歌聲，而開始向其他物種（如噪吮蜜鳥、刺頰垂蜜鳥、斑噪钟鹊或黑脸鹃鵙等）學習歌聲，導致歌聲遭到了「汙染」，可能會因此難以吸引雌鳥進行交配並繁殖。

## 保育情形
王吸蜜鳥現在一個重要棲息地——獵人谷曾被一度被規劃為重工業的經濟特區開發，但遭當地法院拒絕提案而被撤回。該地現在受到法規嚴重限制開發，並轉為以可持續發展為目標達成平衡。
王吸蜜鳥一直有在進行著持續性的人工繁殖和放歸計劃。自1985年以來，位於悉尼的塔龍加動物園就已開始進行該物種的復育計畫，1994年時成立了王吸蜜鳥復育小組。復育計畫在2008年起開始嘗試將這些鳥類每隔2—3年放歸環境，並同時以無線電追蹤器及腳環紀錄動態，截至2024年已釋放了超過400隻王吸蜜鳥回歸環境。目前已有觀察到釋放後的王吸蜜鳥已經有能力與原有的野生族群繁殖，誕下後代。《國際自然保護聯盟瀕危物種紅色名錄》鑒於這個物種減少過快、棲地減少及物種競爭的情形，將王吸蜜鳥列為極危物種。

## 外部連結
- 维基共享资源上的相關多媒體資源：王吸蜜鳥
- 維基物種上的相關：王吸蜜鳥
- VIREO上王吸蜜鳥的圖片
- Xeno-canto上有关王吸蜜鳥的錄音